# Trysimia
Trysimia es un género de escarabajos longicornios de la subfamilia Lamiinae. Fue descrito por Francis Polkinghorne Pascoe en 1866.

## Especies
- Trysimia albomaculata (Schwarzer, 1924)
- Trysimia andamanica Breuning, 1948
- Trysimia geminata Pascoe, 1866
- Trysimia javanica Breuning, 1935
- Trysimia propinqua Breuning, 1959
- Trysimia rugicollis Pascoe, 1866